# Mercedes-Benz 300 SLR
Mercedes-Benz 300 SLR (индекс «SL-R» расшифровывается как Sport Leicht-Rennen) — двухместный спортивный автомобиль, разработанный специально для участия в гонках World Sportscar Championship. На автомобиле выиграны 3 гонки в рамках Чемпионата 1955 года, а общая результативность выступлений автомобиля позволила компании Mercedes-Benz получить 1 место по итогам сезона, опередив Ferrari на 1 очко. 
Конструктивно близок к гоночному автомобилю Формулы-1 Mercedes-Benz W196 и фактически является его «эволюцией» под требования правил вышеупомянутого Чемпионата, предполагающих возможность движения на дорогах общего пользования.

## Результаты в WSC
Автомобиль был заявлен на четыре этапа Чемпионата 1955 года. Выиграл три из них. 

Именно этот автомобиль стал участником знаменитой аварии на 4 этапе Чемпионата — гонке 24 часа Ле Мана 1955 года — приведшей в итоге к уходу Mercedes-Benz из автоспорта в конце сезона 1955 года.
В аварии на 24-часовой гонке в Ле-Мане 83 человека погибли, 120 получили ранения различной степени тяжести в результате столкновения между Пьером Левегом, которые пилотировал Mercedes-Benz 300 SLR и Лансом Маклином, который водил Austin-Healey 100. Пьер Левег погиб в результате аварии.

### Победы на этапах
- Милле Милья 1955 года. 3 этап Чемпионата. Экипаж — Стирлинг Мосс и Дэнис Дженкинсон.
- Турист Трофи 1955 года. 5 этап Чемпионата. Экипаж — Стирлинг Мосс и Джон Фитч.
- Тарга Флорио 1955 года. 6 этап Чемпионата. Экипаж — Стирлинг Мосс и Питер Коллинз.